# Feteiras
Feteiras es una freguesia portuguesa perteneciente al municipio de Ponta Delgada, situado en la Isla de São Miguel, Región Autónoma de Azores. Posee un área de 23,45 km² y una población total de 1 709 habitantes (2001). La densidad poblacional asciende a 72,9 hab/km². Se encuentra a una latitud de 37°'N y una longitud 25°'O. La freguesia se encuentra a 280 m s. n. m. La actividad principal es la agricultura. El océano Atlántico se encuentra al sur, mientras que las montañas se encuentran al norte.

## Demografía
- Siglo XVIII: 860
- Siglo XX: 1 000
- 2001: 1 709

## Freguesiasadyacentes
- Sete Cidades, norte y nordeste
- Capelas, nordeste
- Relva, este
- Candelária, oeste

- Datos: Q1999433
- Multimedia: Feteiras / Q1999433

1. ↑  Worldpostalcodes.org,código postal n.º 9500-554.